# Prova de vida
 Prova de vida  (títol original: Proof of Life) és una pel·lícula estatunidenca dirigida per Taylor Hackford el 2000.

## Argument
Mentre construeix una presa en Tecala, en el cor dels Andes, l'enginyer nord-americà Peter Bowman és capturat per forces antigovernamentals durant una incursió a la capital. Quan els rebels descobreixen la seva identitat exigeixen tres milions de dòlars de rescat. El problema és que l'empresa de Peter, amb seu en Houston, està a la vora de la fallida i ha cancel·lat la pòlissa d'assegurances contra segrestos, així que no disposa dels diners del rescat. Veient-se abandonada per la companyia, l'esposa de Peter contracta els serveis de Terry Thorne, un negociador professional que en els últims anys ha resolt nombrosos casos de segrest.

## Repartiment
- Meg Ryan: Alice Bowman
- Russell Crowe: Terry Thorne
- David Morse: Peter Bowman
- Pamela Reed: Janis Goodman
- David Caruso: Dino
- Anthony Heald: Ted Fellner
- Stanley Anderson: Jerry
- Gottfried John: Eric Kessler
- Alun Armstrong: Wyatt
- Michael Kitchen: Ian Havery
- Margo Martindale: Ivy
- Mario Ernesto Sánchez: Arturo Fernandez
- Pietro Sibille: Juaco
- Vicky Hernández: Maria
- Norma Martínez: Norma

## Rebuda
"Entretinguda però previsible"